# Martina Suchá
Martina Suchá (Nové Zámky, 20 november 1980) is een tennisspeelster uit Slowakije.
Zij begon op achtjarige leeftijd met tennis.
In 1996 speelde zij haar eerste ITF-toernooi.
In 2004 kwam zij uit voor Slowakije op de Olympische Zomerspelen in Athene.

## Posities op deWTA-ranglijst
Positie per einde seizoen:
| jaar | rang enkelspel | rang dubbelspel |
| ---- | -------------- | --------------- |
| 1996 | 708            | –               |
| 1997 | 675            | 533             |
| 1998 | 271            | 721             |
| 1999 | 139            | 294             |
| 2000 | 109            | 340             |
| 2001 | 66             | 646             |
| 2002 | 64             | –               |
| 2003 | 89             | 505             |
| 2004 | 57             | –               |
| 2005 | 90             | 867             |
| 2006 | 84             | 890             |
| 2007 | 211            | 291             |
| 2008 | 394            | 621             |

## Resultaten grandslamtoernooien
| Legenda | Legenda                          |
| ------- | -------------------------------- |
| g.t.    | geen toernooi gehouden           |
| l.c.    | lagere categorie                 |
| –       | niet deelgenomen                 |
| G       | uitgeschakeld in de groepsfase   |
| 1R      | uitgeschakeld in de eerste ronde |
| 2R      | uitgeschakeld in de tweede ronde |
| 3R      | uitgeschakeld in de derde ronde  |
| 4R      | uitgeschakeld in de vierde ronde |
| KF      | uitgeschakeld in de kwartfinale  |
| HF      | uitgeschakeld in de halve finale |
| F       | de finale verloren               |
| W       | het toernooi gewonnen            |
| w-v     | winst/verlies-balans             |

### Enkelspel
| Toernooi        | 2001 | 2002 | 2003 | 2004 | 2005 | 2006 | 2007 | w-v |
| --------------- | ---- | ---- | ---- | ---- | ---- | ---- | ---- | --- |
| Australian Open | 1R   | 4R   | 1R   | 1R   | 2R   | 2R   | 1R   | 5-7 |
| Roland Garros   | 2R   | 1R   | –    | 1R   | 1R   | 1R   | 1R   | 1-6 |
| Wimbledon       | 1R   | 2R   | 2R   | 1R   | 1R   | 1R   | 1R   | 2-7 |
| US Open         | 3R   | 2R   | 2R   | 1R   | 2R   | 1R   | –    | 5-6 |

### Vrouwendubbelspel
| Toernooi        | 2005 | 2006 | 2007 | w-v |
| --------------- | ---- | ---- | ---- | --- |
| Australian Open | –    | –    | 2R   | 1-1 |
| Roland Garros   | 1R   | 1R   | –    | 0-2 |
| Wimbledon       | 1R   | 1R   | –    | 0-2 |
| US Open         | 1R   | 1R   | –    | 0-2 |

### Gemengd dubbelspel
| Toernooi        | 2006 | w-v |
| --------------- | ---- | --- |
| Australian Open | –    | 0-0 |
| Roland Garros   | –    | 0-0 |
| Wimbledon       | 1R   | 0-1 |
| US Open         | –    | 0-0 |

## Palmares
| Legenda                |
| ---------------------- |
| Grandslamtoernooi      |
| Olympische Spelen      |
| Year-End Championships |
| Tier I                 |
| Tier II                |
| Tier III               |
| Tier IV & V            |

### WTA-finaleplaatsen enkelspel
| nr.              | finale     | toernooi       | ondergrond    | tegenstandster          | score         |         |
| ---------------- | ---------- | -------------- | ------------- | ----------------------- | ------------- | ------- |
| gewonnen finales |            |                |               |                         |               |         |
| 1.               | 2002-01-12 | WTA Hobart     | hardcourt     | Anabel Medina Garrigues | 7-6, 6-1      | details |
| 2.               | 2004-11-07 | WTA Québec     | tapijt (i)    | Abigail Spears          | 7-5, 3-6, 6-2 | details |
| verloren finales |            |                |               |                         |               |         |
| 1.               | 2001-10-21 | WTA Bratislava | hardcourt (i) | Rita Grande             | 1-6, 1-6      | details |
| 2.               | 2004-05-02 | WTA Boedapest  | gravel        | Jelena Janković         | 6-7, 3-6      | details |
| 3.               | 2004-10-03 | WTA Guangzhou  | hardcourt     | Li Na                   | 3-6, 4-6      | details |
| 4.               | 2006-05-21 | WTA Rabat      | gravel        | Meghann Shaughnessy     | 2-6, 6-3, 3-6 | details |

### WTA-finaleplaatsen dubbelspel
geen